# Darłowo
Pour la gmina, voir Darłowo (gmina).
Darłowo (en allemand : Rügenwalde ; en cachoube : Dirlowò) est une ville de Pologne située dans la voïvodie de Poméranie-Occidentale (powiat de Sławno). Elle abrite le château des ducs de Poméranie.

## Situation géographique

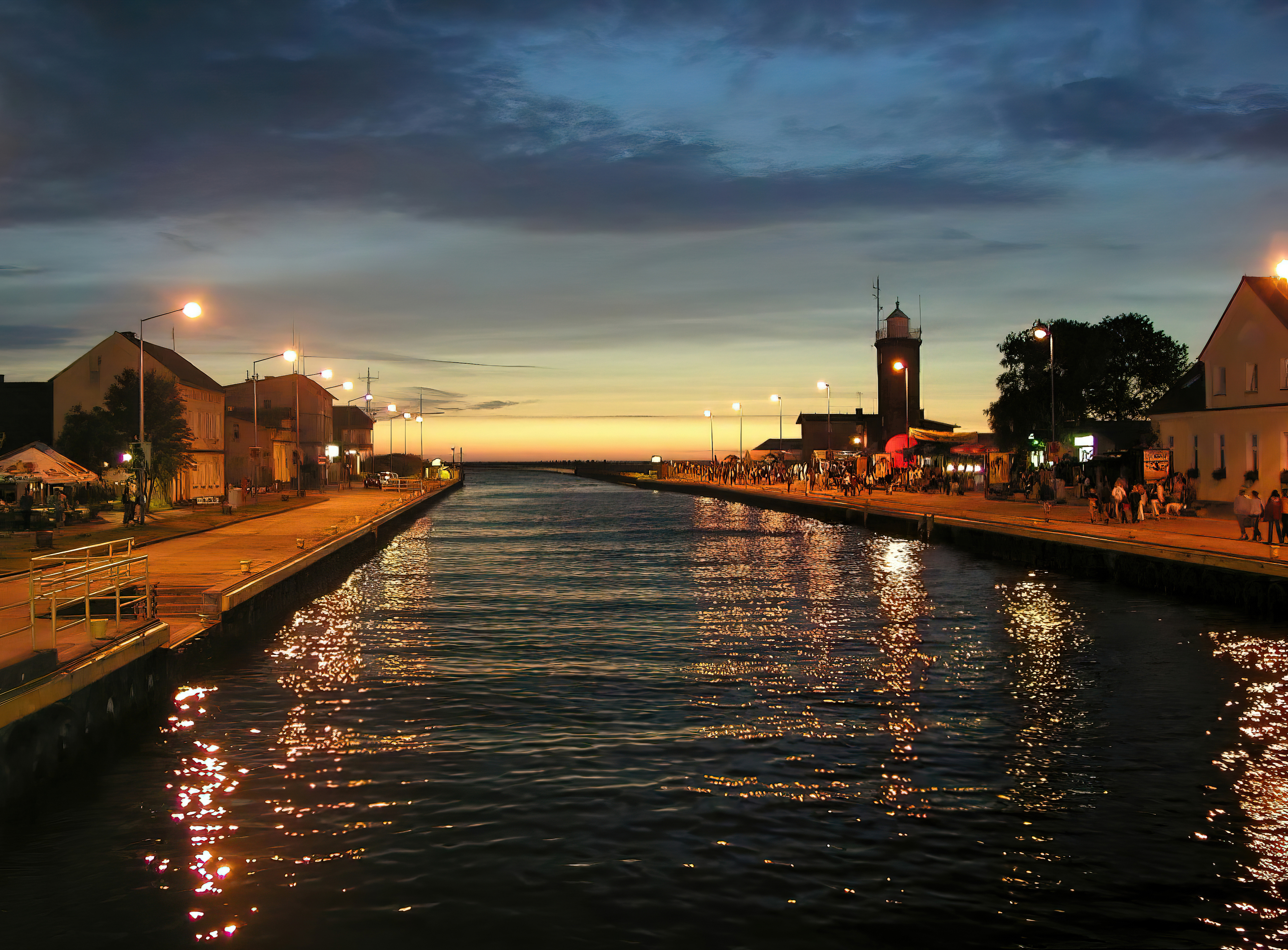
Embouchure de la Wieprza la nuit.

Darłowo se trouve sur la côte Baltique, à l’embouchure de la Wieprza.

## Histoire

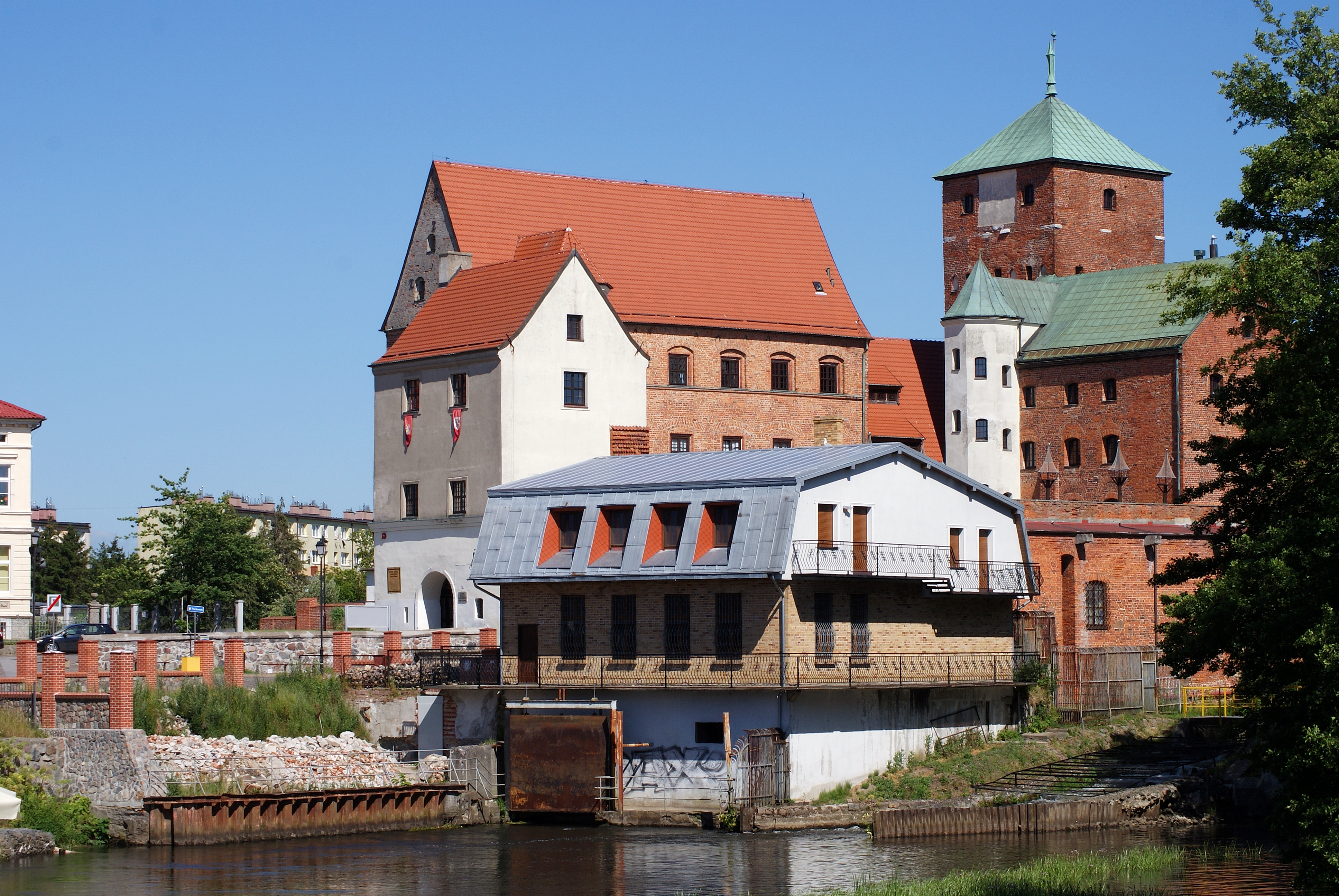
Le château des ducs de Poméranie.

Au XIe siècle, sur le site de la ville actuelle, se trouvait une place forte appelée Dirlov ou Dirlovo, dont s'est inspiré le nom polonisé de Darłowo pris après 1945 par la ville, qui s'appelait originellement Rügenwalde.
La première mention de la ville de Rügenwalde date de 1271. Elle a reçu les privilèges urbains en 1312 (droit de Lübeck). Après s’être retrouvée une courte période sous la souveraineté du margrave de Brandebourg, la ville passe dans les mains du duc Warcisław IV de Poméranie en 1316. Son fils Bogusław V de Poméranie en fait sa capitale et y fait construire un château fort. À partir de 1361, la ville coopère avec la Hanse dont elle devient membre en 1412. En 1382, Éric de Poméranie, futur roi de Norvège, du Danemark et de Suède, y voit le jour. Après sa destitution, il revient à Rügenwalde et s’attèle à développer la ville. Sous le règne de Bogusław X de Poméranie, la ville connaît son âge d’or.
En 1497 et 1552, de violentes tempêtes ravagent le port. Des incendies dévastent la ville à plusieurs reprises (1589, 1624, 1648, 1679 et 1722). Le premier phare est construit vers 1715.
Après être passée dans les mains des Hohenzollern et du Brandebourg-Prusse, la ville connaît une stagnation économique jusqu’au milieu du XVIIIe siècle. De 1725 à 1945, Besow fait partie de l'arrondissement de Schlawe-en-Poméranie (de) dans le district de Köslin de la province prussienne de Poméranie. Pendant les guerres napoléoniennes, les habitants font de la contrebande en acheminant sur le continent des marchandises britanniques. En 1871, avec la Prusse, Rügenwalde intègre l’Allemagne réunifiée.
La ville comptait 6 000 habitants avant l’éclatement de la Première Guerre mondiale, 8 000 habitants avant le début de la Seconde Guerre mondiale.
Pendant la Seconde Guerre mondiale, un important champ de tir se trouvait à proximité de la ville. Certains des plus grands canons de l’histoire y ont été testés : le Schwerer Gustav et le mortier Karl. Adolf Hitler s’est rendu plusieurs fois à Rügenwalde pour observer les essais.
En 1945, à la suite de la Conférence de Potsdam, la ville est rattachée à la Pologne. Les Allemands sont expulsés et remplacés par des Polonais. La ville est d’abord baptisée Dyrłów, ensuite Darłów, et finalement Darłowo.

## À voir

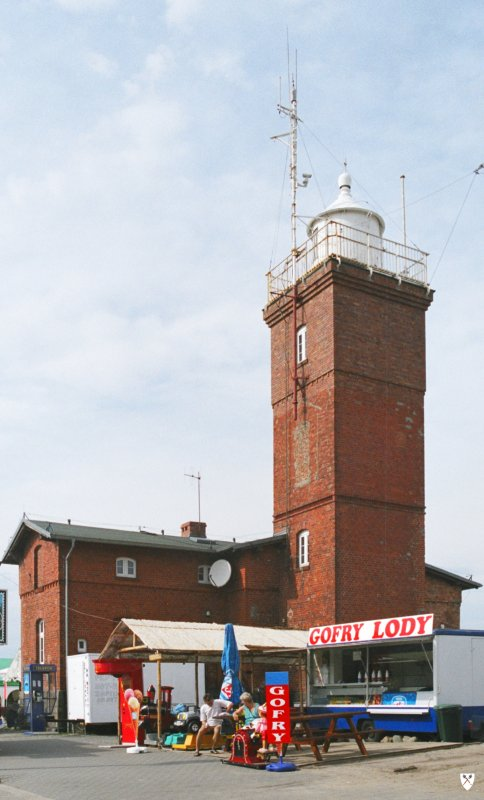
Le phare.

- Le château des ducs de Poméranie, dont la construction a débuté en 1352, musée depuis 1930.
- L’église Notre-Dame (XIVe)
- Les vestiges des anciens remparts (XIVe)
- L’hôtel de ville (XVIIIe)
- L’église Sainte-Gertrude (XVe)
- L’église Saint-Georges (XVe)
- Le monument Le Pêcheur
- Les maisons de la vieille ville
- Le moulin à eau et le grenier sur la Wieprza
- Le phare (XIXe)
- Le port
- La station balnéaire de Darłówko (pl)
- Les éoliennes (9 grandes et 6 petites)
- Le pont mobile près de l’embouchure de la Wieprza
- Les bases de lancement (en béton) des V1 et V2 datant de la Seconde Guerre

## Économie
Industries agroalimentaires :
- Solmar Sp. z.o.o

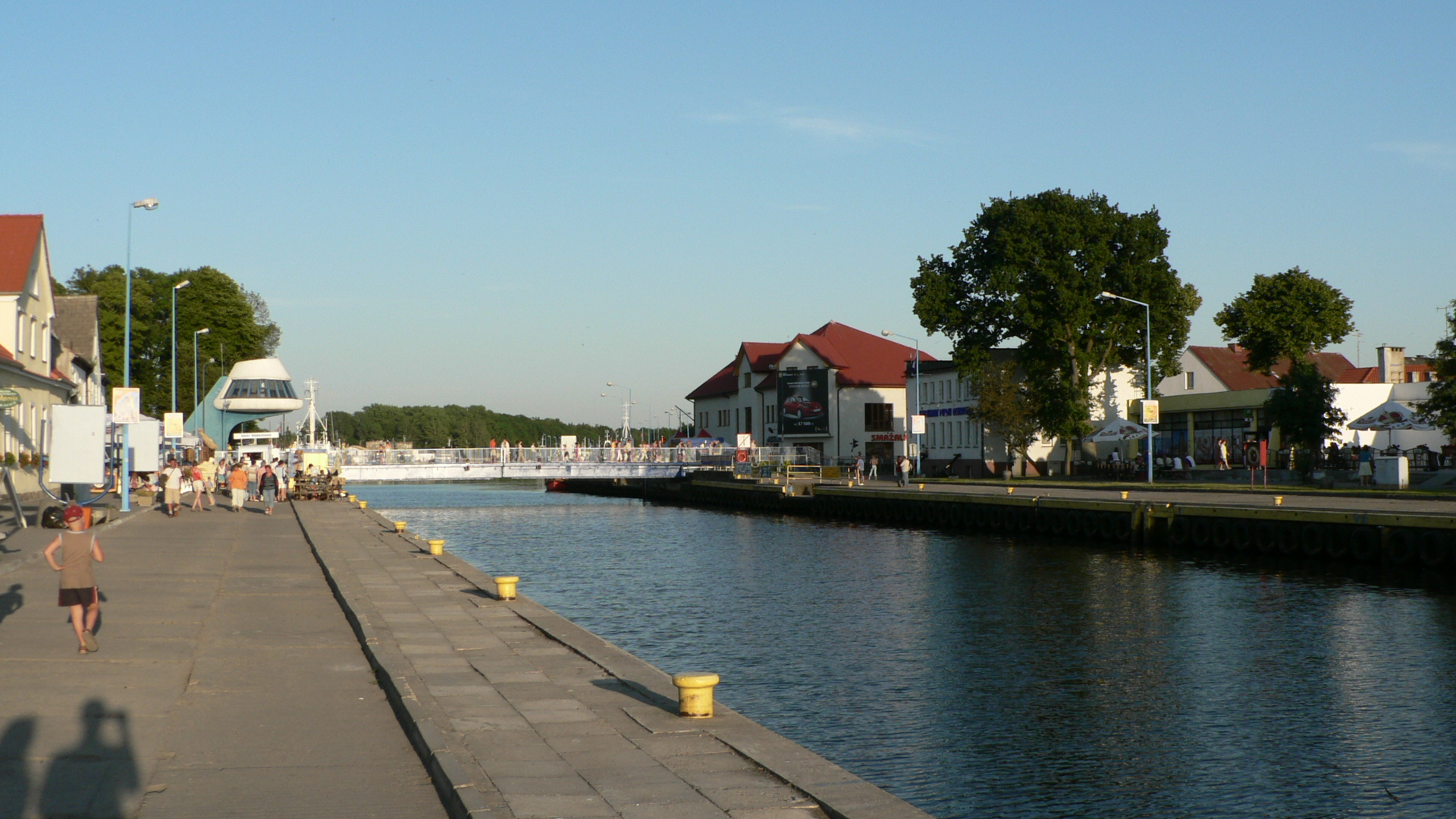
Le pont mobile.

- Przetwórstwo Spożywcze Przedsiębiorstwo Drobdar
- Pirs Sp. z o.o.

## Personnalités liées à la ville
- Karl August Koberstein (1797-1870), historien.

## Jumelages
- Nexø (Danemark)
- Starý Hrozenkov (Tchéquie)
- Gardelegen (Allemagne)
- Zingst (Allemagne)
- Saint-Doulchard (France)
- Hässleholm (Suède)